# 人民運營商
人民運營商（英語：The People's Operator，縮寫TPO）是一間移动虚拟运营商，分別在英國和美國透過EE以及史普林特公司提供行動電話服務。該公司在上市第一年到2016年間股價下跌了近90%。

## 歷史
人民營運商成立於2012年11月19日，由三名創始人安德魯·羅森菲爾德、湯姆·古特里奇和馬克·艾普斯坦共同擁有。其總部位在倫敦肖迪奇，羅森菲爾德為主席，艾普斯坦為副主席，執行長則由艾力克斯·法蘭克斯擔任。
2014年1月20日，TPO宣布维基百科的创始人吉米·威爾斯領取250,000英镑的年薪加入此組織，作為董事會聯合主席，并決定「采取战略性的商業手法」，威尔士認為：「TPO具有巨大的潜在增长，將會需要更多的钱來滿足人民和社区的需要。」
TPO在2014年一月宣布，在未来的12个月，它將進入更廣泛的美国和欧洲市場。 在2014年十月，该公司宣布它打算在伦敦的另类投资市场上市。據奥斯卡·威廉-格拉特預估，该公司股票會由100萬英鎊起跳。
TPO于2015年七月21日在美國開始發展，採用史普林特提供T-Mobile US和GSM网络服務。2016年3月21日起，它採取了新方案，客户月繳32美元即可具有无限的通话时间和2000兆字節的文字数据保存。
2015年九月，该公司發表了财务報告，2015年的前半年總共虧損了4,400,000英鎊，比起去年一整年僅虧損600,000英鎊還多了幾倍有餘。2015年10月到2016年三月，该公司股價大崩潰，認售權證從原本的130張降到低于30張。泰晤士報在2016年6月的報導指出，它的股價比上市時下降了約90%。

## 服务
作为一个移动虚拟运营商，TPO不拥有任何网络基础设施，而是使用EE在英國提供其服务（但一開始沒有承認），並在美国使用史普林特网络。它經由Transatel连接到EE网络。
TPO有提供預付手機的服务。该组织没有线上存储、运行的功能，但是它有呼叫中心。2016年，TPO宣布它将拋棄EE，改使用Three UK的网络，这将讓其客户可享受LTE 4G的服务。

## TPO基金會
TPO利潤的25％用於TPO基金會，這是英國的一個獨立慈善機構和社區團體。此外，TPO客戶可以選擇將其電話費的10％捐出。这10％来自TPO的营销预算。2013年9月，英國工黨宣布將和TPO合作。根據《Wired UK》的說法，工黨鼓勵其黨員多繳10%的黨費，工黨收到後再將那些錢轉交給TPO基金會。
2014年一月威尔士加入TPO後，该基金会亦捐款支持维基百科。

## 外部連結
- 官方网站
- TPO社群 （页面存档备份，存于）